# Hollenberg
Hollenberg är en ort i Washington County i Kansas. Vid 2020 års folkräkning hade Hollenberg 10 invånare.